# Náraz bombardéru B-25 do Empire State Building
Náraz bombardéru B-25 do Empire State Building byla letecká nehoda, která se stala v roce 1945, kdy pilot bombardéru B-25 Mitchell letící v husté mlze nad New Yorkem narazil do mrakodrapu Empire State Building. Náraz sice neporušil statiku budovy, způsobil však 14 úmrtí (tři členové posádky letadla a 11 obyvatelů budovy) a škodu ve výši jednoho milionu dolarů, což odpovídá 13,5 milionů dolarů v roce 2017. 

## Popis události

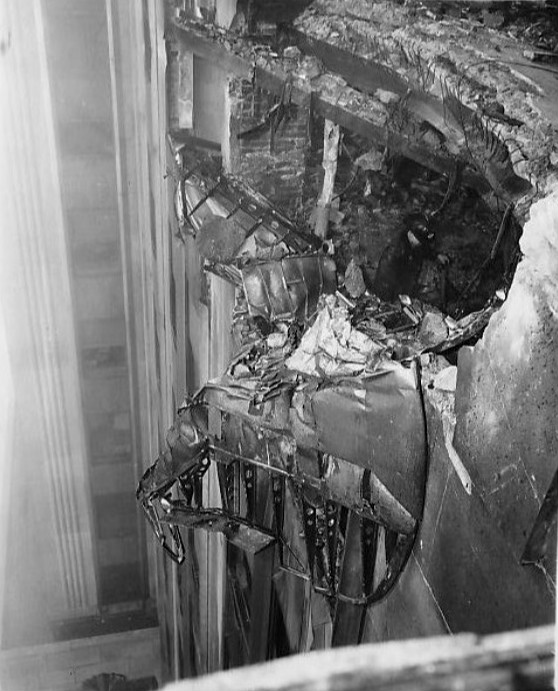
Trosky letadla vklíněné do budovy

V sobotu 28. července 1945 letěl William Franklin Smith Jr. s bombardérem B-25 Mitchell převézt svého nadřízeného. Smith požádal řídící věž o povolení k přistání, ale byl upozorněn na nulovou viditelnost, i přesto se ale rozhodl přistát. Kvůli silné mlze ztratil orientaci a poté, co minul Chrysler Building s letadlem točil vpravo namísto vlevo.
V 9:40 ráno letadlo narazilo na severní stranu Empire State Building, mezi 78 a 80 podlažím. Náraz vytvořil díru velkou 5,5 m × 6,1 m. Jeden z motorů proletěl mrakodrapem a přistál na budově opodál, kde způsobil požár. Druhý motor spadl do výtahové šachty, kde také způsobil požár. Ten byl po 40 minutách uhašen a jde o jediný požár, který se podařilo uhasit v tak velké výšce.
Následkem katastrofy zemřelo 14 lidí: Smith, dva další členové posádky bombardéru (Christopher Domitrovich a Albert Perna) a jedenáct lidí v budově
Operátorka výtahu Betty Lou Oliver byla vážně popálena hořícím leteckým palivem. Záchranáři se jí rozhodli spustit dolů výtahem, přičemž si neuvědomili, že lana jsou také silně poškozená. Poté, co byl výtah uveden do pohybu, lana nevydržela a kabina se zřítila 75 poschodí dolů. Pád Betty přežila a byla zapsána do Guinnessovy knihy rekordů jako člověk, který přežil pád výtahem z největší výšky.